# 華麗咖喱食桌
《華麗咖喱食桌》是日本漫畫家船津一輝創作的料理漫畫作品，由日本著名飲食文化研究家森枝卓士監督。故事以咖哩料理為中心，講述咖哩廚師高圓寺牧人為了尋父而到日本展開歷練的旅程。由於本作經常加入實際的烹飪法則及料理知識，而且幾乎全都以咖哩或與咖哩相關的料理作為主題，因此被稱「世界第一本咖哩漫畫」。
華麗咖喱食桌中常見有一些H的情節，因此這部份也造成爭議，有時在分類上也因為會分類為青年漫畫或成人漫畫，在歐美國家也無法像許多漫畫一様，以兒童及青少年為主要銷售族群。

## 故事概要
《華麗咖哩食桌》目前大致可分為兩大部。

### 第一部
大致是漫畫單行本的第一期至第九期。
本作的主角高圓寺牧人，為了尋找一本年代久遠的料理旅遊書《近代亞細亞料理紀行》的作者佐久間銳司，而來到了日本的東京。透過在新加坡認識的友人曾根崎總一郎的引介，在東京輾轉流浪了三個月的牧人，終於來到名叫「Ganesha（在印度是象神的名字）」的咖哩店子，更邂逅了總一郎的女兒曾根崎結維。由於「Ganesha」的經營面臨巨大的難題，總一郎又不在日本，結維正在為如何守護店子而煩惱及傷心。擁有超卓咖哩烹調才能的牧人的來臨，為結維注下了強心針，決心要保護父親的咖哩店。二人共同努力之下，終於成功守住「Ganesha」，更結識了很多好朋友以及熱情的顧客。
在東京篇中，牧人遭遇了宇童龍平、榊圭吾、椎名透、賴恩‧域多利亞等廚藝高手，他們之間或早已結識，或曾化敵為友，牧人從與他們的廚藝決戰中成長了不少。而經歷過重重難關的牧人與結維二人，雖然仍未正式成為情侶，感情卻已相當穩牢。後期，總一郎回到了「Ganesha」，告訴牧人關於佐久間銳司可能身處大阪的消息，觸發牧人新的旅程。第一部亦正式完結。

### 第二部
第二部暫時可分為三篇。
- 關西篇

大致為單行本第十期至第十七期中部。為了尋找佐久間銳司的牧人來到大阪，因為太貧窮而到「華屋敷」餐廳吃霸王餐，卻被店東強迫留在該店無薪任職，權當償還他的欠款，這因緣卻令「華屋敷」成為了牧人新旅程的根據地。在店中，牧人結識了七瀨真尋、甲斐谷晃、二之宮光生等廚師，在經歷多次波折後，彼此建立了互信的同伴意識。牧人留在「華屋敷」時，遇上了由餐飲界大企業GIFC所舉辦的第七屆全國性賽事「廚神大戰（Edible Fight）」，而本屆大賽的主題正好就是「咖哩」。於是牧人就與七瀨、甲斐谷聯手，以「華屋敷」的名義參加地區選拔賽，一路勢如破竹，牧人的新奇廚藝更漸漸引起周圍的注意。過程中認識了惠那惠、蓮見響也等廚藝超群的廚師。可惜在地區四強準決賽中，「華屋敷」遇上了「真彩館」代表，有「傳奇廚師」、「GIFC廚神守護神No.1」等稱號的土門海，被壓倒性地擊敗。「華屋敷」被迫四強止步。
- 北海道篇

大致為單行本第十七期中部至第十八期。由於在專業範疇上受到挫折，牧人感到相當不忿，於是辭退了「華屋敷」的職位，打算前往土門海的原居地北海道尋找土門，作廚藝上的復仇。牧人到達函館，遇上同樣正要訪尋土門海的飲食雜誌記者國東心，二人結伴同行。途中參加了札幌每年一度的湯咖哩節比賽，在大通公園中跟當地名店「Ginger」的年青代表，年僅十七歲的高桑悠希比拼廚藝，最終成功勝出比賽。
牧人和國東找到土門海後，土門並沒有正面回應牧人的復仇挑戰，只是友善地招待他們，一起生活了一段日子。過程中，土門就像長輩培育後輩一樣，相當關注牧人的成長。一次，在河川散心思考的牧人遇上了熊襲，身受重傷，幾乎喪命。在危急萬分的逃生過程中，牧人頓然體會到烹調的真諦。
- 廚神大戰篇

從第十九期開始至今。逃過一劫後的牧人在醫院休養時，土門海透露了「佐久間銳司就是GIFC的現任社長」的真相。得知情報後大驚的牧人，決心要進一步貼近目標人物，出院後強行挑戰十位「廚神守護神」的其中一人，排行第七的越智修明，成功把「守護神」的地位搶奪過來，重新取得「廚神大戰」的參賽資格。目前地區賽事已經完成，連同海外邀請隊伍，目前參賽者共分成八大組，以五個參賽單位為一組進行循環升級戰。

## 登場人物

### 主要角色
- 高圓寺牧人
  - 本作的主人翁。金髮。曾經周遊列國，對咖哩有著視同生命程度的喜好，因此自稱是「到處流浪的咖哩廚師」。平時喜歡叼著一根「桂皮」枝，據說能有助其集中精神。為了尋找父親佐久間銳司而展開旅程，並於東京遇上了生命中最重要的女性——曾根崎結維。本身為人相當好色，經常與身邊的女性發展出曖昧的關係。為人粗中有細，遊戲人間，但是認真起來卻比任何人都更加執著。在東京期間為了與結維一起保護「Ganesha」而努力著，認識了很多廚師及顧客，當中更有不少成為了交情甚深的好友。後來得到情報，知道要尋找的人正身處大阪，於是再度展開旅程。
  - 輾轉歷戰於大阪、北海道後，豐富的閱歷及比試令牧人成長了不少。在北海道修練時，從「傳奇廚師」土門海口中得知佐久間銳司正是現任GIFC社長後，決心接近該組織，挑戰GIFC旗下的「廚神守護神」，成功成為了「廚神守護神No.7」，並以這個身份出戰「廚神大戰」，希望能在決賽當天親身接觸神秘的社長。平日是一所咖哩店的店主及主廚，店名為「咖哩大將」。
  - 隸屬A組，曾與沖繩代表「琉球庵」的嘉手納姊妹及來自印度的「年青帝王」狄拜拉達決戰，目前的戰績是4戰3勝1負。
  - 誕生日：1980年1月22日 身高：178cm 體重：74kg 血型：A型

- 曾根崎結維
  - 本作的正式女主角，曾根崎總一郎的女兒。棕色頭髮，有輕度近視，在閱讀時會配戴眼鏡。受父親影響，本身具備有一定的咖哩及廚藝知識。因為父親的忽然離去而正為如何經營店子「Ganesha」煩惱著。偶然之下邂逅了牧人，知道對方是受父親之託而前來依附的廚師後，半信半疑地與牧人聯手保護「Ganesha」，其實二人正不斷培養著好感，雙方逐漸視對方為無可取替的伴侶，然而一直未發展成情侶，反而曾因不少人的介入而翻起了風波。
  - 中學時期隸屬劍道部，可是因為店務繁忙而幾乎沒有出席活動。志願是要成為保姆，目標是考取短大，現已成功取得合格成績，受到取錄。
  - 第一部留長髮，進入第二部後剪成了短髮。
  - 誕生日：1985年10月10日 身高：155cm 三圍：B79/W57/H80 血型：O型

- 佐久間銳司
  - 現名惠那銳司，是GIFC公司現任的社長。真實身份是高圓寺牧人的父親，本身是一名飲食記者，曾經周遊列國，並邂逅了牧人的母親高圓寺冬美，誕下了牧人。牧人亦是為了尋找他而展開了旅程，可以說他就是牧人的一切經歷的最後目的。後來銳司回到日本，結識了GIFC的總裁千金，入贅女家，改姓「惠那」，並與妻子誕下了惠那惠。現時在他身上仍然包含著極多秘密，平日多數不在公司，而在外地工作。在漫畫456話在與結維見面後因車禍身亡。

- 曾根崎總一郎
  - 曾根崎結維的父親，亦是牧人在新加坡結識的好朋友。本身有著超卓的廚藝，是「Ganesha」的實際店主，然而某天卻突然決定到外地修練而丟下了結維。回到日本後，因為租約問題而打算關掉「Ganesha」，後來在結維的努力下得以繼續營業，於是重新成為「Ganesha」的店主及主廚。具備壓倒牧人的烹飪技術，但對「廚神大戰」絲毫沒有興趣，因此沒有參加任何比賽。

### 東京篇
- 向井新二
  - 東京黃花樓的廚師，起初只是廚藝粗淺的學徒，然而卻有堅毅的鬥志，而獲得牧人等人的欣賞。透過牧人的悉心教導後，實力大幅上升，目前已經成為了黃花樓不可或缺的廚師，並與松部信之助同為東京地區代表黃花樓的廚師，出戰「廚神大戰」。是牧人與結維的好朋友，與穗積尚是一對戀人。
  - 隸屬A組，曾敗給狄拜拉達，然後擊敗琉球庵。目前成績是2勝2負。

- 松部信之助
  - 東京黃花樓的廚師，廚藝確實了得，然而性格卻相當差勁，在故事中有如丑角一般的存在。對結維一見鍾情，但其實一接觸美女便會措手不及。擅長烹調「瑤柱咖哩」。目前與向井新二同為東京地區代表黃花樓的廚師，出戰「廚神大戰」，但經常把功勞攬在自己身上，相當看不起向井。於廚神大戰中邂逅了沖繩代表琉球庵三姊妹的三妹嘉手納紫音。

- 穗積尚
  - 結維的同學，相當理解結維的心事。性格率直，說話直接，不顧人感受，而且非常貪玩好奇，個性勇敢。後來與向井新二成為戀人，稱呼向井為「小新」。
  - 誕生日：12月8日 身高：160cm 三圍：B84/W60/H89 血型：B型

- 五木田小百合
  - 結維的同學，相貌醜陋。為人笨拙，經常胡作胡為，是故事中的丑角。曾經迷戀賴恩，後來卻與同樣貌陋的富家子弟俵和田成為了戀人。
  - 誕生日：1986年3月12日 身高：165cm 三圍：B85/W70/H88 血型：O型

- 賴恩‧域多利亞
  - 來日本觀光的美型的外國人。其實卻是曾根崎總一郎及牧人的故人。在新加坡拜「天星飯店」的孫麗君為師，學習中華廚藝。在總一郎介紹之下而來到了「Ganesha」。擁有超卓的中華料理廚藝。留在日本期間戀上了結維，並與牧人展開了一場以結維作賭注的廚藝比賽，幾乎令牧人與結維之間反目。後來牧人憑著心意與實力擊敗賴恩。賴恩亦服輸地回到新加坡繼續修練。
  - 第二部時，跟隨師父孫麗君再到日本參加「廚神大戰」。充當孫麗君的助手及翻譯員，讓總一郎及牧人見識到他的成長。

- 宇童龍平
  - 為了奪得「Ganesha」的「翠蓮」公司所聘用的第一名刺客。本身是一名流氓，然而卻有著「只要吃過一遍便能把料理複製」的驚人廚藝。為了眼睛受損的妹妹而受僱於壞人，多次與牧人對壘後，知道了「翠蓮」才是加害於自己的仇人，於是聯同牧人發起復仇行動，最後成功擊潰「翠蓮」。為人同樣相當好色。
  - 在第二部登場時，曾潛入GIFC的總部，並正尋找名叫「樋口尊」的仇人，內情至今未明。
  - 誕生日：1975年8月21日 身高：187cm 體重：95kg 血型：A型

- 椎名透
  - 為了奪得「Ganesha」的「翠蓮」公司所聘用的第二名刺客。登場不久便縱火要燒毀「Ganesha」，是個極度危險的瘋狂人物。父親本來是一名日式咖哩廚師，因為受到「GIFC廚神守護神No.4」的悴田准一的侮辱說「日本咖哩不及印度咖哩」加上種種原因而自殺，令椎名透大受打擊，陷入瘋狂，極度討厭發源地的咖哩及咖哩廚師。能靈活舞動兩把菜刀，有著超卓的廚藝。最終在與牧人的對戰後，清醒過來，重新認識自己的錯誤。因縱火罪而入獄。
  - 在第二部中將以復仇者的姿態現身，目前仍未正式重現廚壇。
  - 誕生日：1982年11月18日 身高：170cm 體重：56kg 血型：B型

- 榊圭吾
  - 日本法國料理界的天才，亦是牧人的宿敵。自小已甚具料理才華的他，天性冷漠，不苟言笑，有著終極的「靜」的烹飪風格，擁有令所有人都吃驚的才能。曾與牧人以「咖哩銷售金額」為標準展開過決戰，最後讓賽給牧人，與牧人亦敵亦友，是彼此所尊重的對手。一度返回修練地法國經營高級餐廳「Le Grand Fee」。
  - 為了再次與牧人進行咖哩對決，圭吾接受了GIFC的邀請，答應作為法國的海外嘉賓代表而參賽。隸屬G組，與「GIFC廚神守護神No.8」的小野里友之決戰，在以「內臟」為題目的賽事中取勝。目前成績是3戰3勝0負。

- 芙蘭
  - 法國人。深愛著榊圭吾，同時亦相當喜歡牧人。曾與結維進行過一場相當兒嬉的廚藝決戰，並自稱為「法國料理界的妖精」，結果證實她與結維一樣不擅廚藝。目前跟隨圭吾來到日本參加「廚神大戰」。
  - 誕生日：1985年9月23日 身高：148cm 三圍：B81/W52/H78 血型：B型

### 大阪篇
- 七瀨真尋
  - 關西老字號餐廳「華屋敷」的廚師，與為了尋父而到達大阪的牧人邂逅，是一個天真愚笨的可愛女孩。稱呼牧人為「霸王餐先生」。
  - 本人相當喜歡咖哩。廚藝水平只屬一般，然而卻有一股純真的鬥志及堅毅的好勝心，與及對選擇食材的過人直覺，在廚藝方面逐漸成長。父母離異，與母親一起生活。童年時因為與母親一起到「華屋敷」吃「咖哩肉扒」，看到母親的喜悅笑容，而決心要做一名能烹調出同樣水平的咖哩的廚師。可惜卻因為錯誤運用了配牛肉用的咖哩汁與炸豬扒的組合，而令該店的「咖哩肉扒」幾乎面臨在菜單上被除名的命運。最後透過牧人的暗裡提示之下，真尋終於成功烹製出當初水平的咖哩；加上後來牧人與店中的主任甲斐谷晃一戰之後，「華屋敷」的廚師群漸漸化除了彼此之間的敵意，開始萌生同伴的意識。真尋亦與牧人、甲斐谷成為了好友。
  - 後來真尋與牧人、甲斐谷組成隊伍，代表「華屋敷」參加「廚神大戰」，在地區選拔賽中節節勝利。曾於以「適合任何素食者的咖哩」的賽事中擊敗取笑女性的對手，建立自信。可惜最後「華屋敷」被土門海所擊敗，四強止步。然而，由於關西勝出隊伍中懷疑發生賄賂事件，於是重新進行重賽。再次獲得晉級機會的真尋，在牧人已經脫離餐廳的狀態下，與甲斐谷晃通力合作，最終在「使用水果的咖哩」的賽事上擊敗對手，成功晉身循環賽事。
  - 隸屬E組，曾經在開幕戰敗北。後來在對泰國代表的一戰中險勝，目前成績是2戰1勝1負。
  - 身材出眾，胸圍達F罩杯，因而被牧人謔稱為「F Cup妹妹」。極度喜歡喝酒及賭馬。
  - 誕生日：1981年3月12日 身高：168cm 三圍：B95/W61/H86 血型O型

- 甲斐谷晃
  - 「華屋敷」的廚藝主任，是餐廳的領導者。出身自東京的西式料理廚師，擁有豐富的料理知識。留有長髮，在廚房工作時會把頭髮束起。為人冷漠自大，重視現實，非常理性，是一名不吃早餐主義者。多次嘲弄天真想要保留老菜式「咖哩肉扒」的七瀨。後來與因吃霸王餐而被迫留在「華屋敷」的牧人比拼廚藝，卻因為自視過高與及在烹飪時沒有顧慮食客的缺點而敗北。接受了牧人後，與牧人一起住在員工宿舍，對真尋與牧人的敵意慢慢冰釋，彼此開始成為同伴。
  - 有一名兄長，名為甲斐谷敬，是一位十分出色的人物，樣樣皆精，尤其廚藝的才能更是出色過人。甲斐谷晃在這耀眼的兄長的陰影下長大，變得非常沒有自信，更不願意與人接觸。後來在東京著名酒店「Grandia」任廚師，邂逅了相田香緒里，可惜因為甲斐谷的自卑感及主動疏離，而令二人的關係一直停滯不前，最後無疾而終。後來香緒里更打算與甲斐谷敬結婚。甲斐谷晃為了向昔日戀人傳達心意，與兄長一決高下後，了結心事，專心留在「華屋敷」繼續工作。
  - 與真尋組成隊伍，代表「華屋敷」參加「廚神大戰」，隸屬E組。

- 姬野小雪
  - 「華屋敷」的員工，實際上是店主老頭子的孫女，甚得爺爺寵愛。為人任性妄為，十分好色，對牧人相當有興趣，稱其為「Mappy」，並多次對其作出引誘及挑逗，結果都未能成事。是二之宮光生的戀人，二人是一對歡喜冤家，實際上相當緊張對方。
  - 誕生日：7月25日 身高：162cm 三圍：B83/W58/H88 血型：B型

- 二之宮光生
  - 被稱為擁有最強味覺的男人，姬野小雪的戀人。為人極度好色，出言無賴，然而卻是一名真正的男子漢。平日是一個流氓，其實是一個相當出色的廚師。性格相當頑固，而且好勝心甚強，總覺得自己廚藝路上沒有對手，因而放棄了廚師的工作，自暴自棄。因為牧人的出現而重新燃起對烹飪的興趣。以個人名義參加「廚神大戰」關西地區選拔賽，並與以牧人為代表的「華屋敷」對戰，最終被打敗。二人決戰後化敵為友。

- 甲斐谷敬
  - 甲斐谷晃的兄長，任職於東京Grandia酒店，是相田香緒里的未婚夫。自小有著多方面的才能，與及過人的領導者魅力，耀眼的表現備受身邊的所有人欣賞，卻從而令到弟弟甲斐谷晃自幼就因為自卑而變得內向孤僻。後來兄弟倆私下作了一場廚藝比拼，廚藝精湛的甲斐谷敬，其才能連牧人都驚訝地認同，結果他的菜式擊敗了弟弟。然而最終成功向香緒里傳達了心意的甲斐谷晃，亦正式解除了自己的心結，兄弟間的關係亦徐徐改善。

- 相田香緒里
  - 甲斐谷晃的舊戀人，但二人從未正式發展情侶關係。25歲，是東京Grandia酒店的女性麵包師傅。在酒店當學徒時就已戀上甲斐谷晃，但因為對方的冷漠相待而感到相當失落，然而仍然堅持友善地支持著他。後來甲斐谷敬來到酒店工作，因為強烈的自卑感及不想常被比較的心理下，甲斐谷晃主動請辭離開酒店，更叫香緒里放棄自己。香緒里感到相當傷心，後來跟甲斐谷敬成為戀人，但她數年來都在尋找著甲斐谷晃的下落。找到甲斐谷晃後，香緒里告訴他自己正要與甲斐谷敬結婚。甲斐谷晃為了向昔日辜負了的香緒里表達心意，便與兄長進行了一場廚藝對決，結果成功解除了彼此的心結。
  - 誕生日：12月7日 身高：158cm 三圍：B85/W58/H86 血型：O型

- 工藤大樹
  - 甲斐谷兄弟的後輩，在東京Grandia酒店任職，亦是曾根崎總一郎朋友的兒子，有不俗的廚藝。跟隨總一郎前往大阪找尋結維，並希望跟總一郎口中的咖哩廚師牧人比賽。他自認為是站在飲食界前線日以繼夜地烹飪的廚師，因此自矜身份而看不起牧人。他驕傲的口吻及狂妄的態度觸怒了「華屋敷」等人，在與牧人的比賽中落敗，了解到自己只著重技術而忽略了烹調者的本份。現在打算改善自己的廚藝而重新努力。

### 北海道篇
- 國東心
  - 月刊《美食家雜誌》編輯部的飲食專欄記者。24歲。頭髮及瞳孔顏色為綠色。初登場於第十七期。高中時期因為曾經閱讀過佐久間銳司所撰寫的《近代亞細亞料理紀行》一書，深深受其吸引，從此立志要成為一個出色的飲食記者，打算為所有讀者提供最真實的餐廳及飲食文化的資訊。
  - 對飲食文化有一股熱誠的國東心，大學畢業後正式投身工作，但實際上卻受到不少現實殘酷的打擊。在雜誌社工作的她，經常被指派要報導及讚揚一些徒具虛名的知名餐廳，而她辛苦為有真材實料而聲名未顯的餐廳所撰寫的稿件，卻一直備受忽視。有感於不能真正享受及發揮目前的工作，曾經一度沮喪不已。最後在吃過「Ganesha」曾根崎總一郎所烹調的咖哩後，感受到對方對料理的無比熱情及堅持，才能再次振作，下定決心繼續追求自己的夢想。
  - 在一次出訪北海道之旅中，於函館結識了牧人。由於二人來到北海道的目的都是要尋找「傳奇廚師」土門海，於是結伴同遊。二人去過長萬部採訪過煮鹽世家，又在札幌的大通公園參加湯咖哩節大賽，與名店「Ginger」比拼，並且順利勝出賽事。找到土門海後，國東隨著牧人，留在土門家裡與大家相處了一段日子。隨著牧人遇到熊襲，傷癒出院後，國東也回到了雜誌社，準備「廚神大賽」的採訪工作。
  - 在第廿四期中，曾經因為雜誌社打算將自己調離飲食編輯部而傷心不已。經過牧人的鼓勵後，國東把頭髮剪短，以示自己不會屈服的決心。後來雜誌社取消了這次的人事調動，國東仍以飲食記者的身份活躍於大賽的採訪工作中。
  - 誕生日：12月21日 身高：164cm 三圍：B84/W58/H87 血型：A型

- 土門樹子
  - 「傳奇廚師」土門海的獨生女兒。出身自北海道，性格驕傲孤僻。雖然只有八歲，但已身懷絕技，有高超的烹飪技巧，相當於父親土門海的三成功力。對食物極有要求，一直只欣賞父親的料理，對牧人的料理也只是稍為認同而已。
  - 誕生日：6月22日 身高：121cm 三圍：B58/W53/H61 血型：A型

- 高桑悠希
  - 年僅十七歲的天才廚師，來自北海道的湯咖哩名店「Ginger」，是該店的王牌人物。樣貌俊秀，容易害羞，非常受女性歡迎。他的兩位女同學吉岡葉奈及杉村珠希經常纏在悠希的身邊，並且毫無忌憚地表示愛意，常令悠希手足無措。在校內隸屬弓道部，有出色的箭術。
  - 牧人與國東心進行其北海道之旅時，途經札幌，遇上當地一年一度的湯咖哩節廚藝大賽，決定參賽。該項賽事以咖哩銷售量為勝負指標，牧人憑著烹製出色的咖哩而一度在比賽中佔有優勢，超越當地冠軍級人馬「Ginger」。放學後甫抵大通公園的悠希，只是稍為應用他的烹飪知識便強化了本店所製的咖哩，後來居上緊貼牧人的成績，最終雙方不分勝負。在延長戰中，二人重新再戰，悠希展示出非凡的廚藝實力及作為廚師的巧思，幾乎擊敗牧人。然而最後敗北告終，雙方亦結為好友。
  - 作為北海道地區代表的悠希，於「廚神大戰」中隸屬F組。在2戰2勝的狀態下，接戰「廚神守護神No.2」的蓮見響也。該場賽事以「簡單」為題，悠希使用地道食材有「夢幻洋蔥」之稱的「札幌黃」出戰，最終以50比49勝出。目前成績是3戰3勝0負。

- 高桑悠一郎
  - 高桑悠希的父親。北海道名店「Ginger」的店主，是一名親切的中年男性。

- 吉岡葉奈
  - 高桑悠希的同級同學，17歲。經常與杉村珠希一同出現，二人都深愛著悠希。在札幌湯咖哩節中曾為「Ginger」出力。暱稱「葉奈」，興趣是繪畫油畫。
  - 誕生日：7月31日 身高：162cm 三圍：B82/W57/H84 血型：A型

- 杉村珠希
  - 高桑悠希的同級同學，16歳。經常與吉岡葉奈一同出現，二人都深愛著悠希。在札幌湯咖哩節中曾為「Ginger」出力。暱稱「小珠」，興趣是指甲彩繪及卡拉OK。
  - 誕生日：1月9日 身高：160cm 三圍：B86/W61/H89 血型：O型

- 大泉洋
  - 在現實中存在的日本藝人，出身自北海道，自稱「湯咖哩大使」。在札幌湯咖哩節中，曾為「湯咖哩」一詞作出比較確切的定義，並認同牧人所製作的「石釜飯」是正式的湯咖哩。

### 廚神守護神
- 土門海
  - 出身自北海道的宗師級廚藝高手，有「傳奇廚師」的稱號。本身是一名孤兒，自幼已甚具烹飪才能，在孤兒院裡一直學習廚術。出道後橫掃廚壇，技術超人一等，無人能敵，被冠以「神童」之稱。曾經消失了一段長達二十年的日子，後來帶著女兒重返廚壇，成為GIFC的廚神守護神的No.1。
  - 擁有非一般的食材判斷能力，一眼便能看出食物的優劣，善於運用一把非常厚重的大菜刀，臂力非凡。傳聞曾與熊搏鬥。獨自撫育一名女兒，名叫土門樹里子。
  - 在關西地區經營食店「真彩館」，在「廚神大戰」中以地區代表名義參賽。隸屬B組，目前成績是3戰3勝0負。

- 蓮見響也
  - 出身自東海名古屋。有「聆聽者」、「神刀蓮見」之稱。擁有能與食物溝通的能力。為人浪蕩不羈，率性而行，做事不分輕重。平日行蹤無定，雖然位列廚神守護神的No.2，可是從來不聽從組織的指令。曾經因為喜歡上結維而拐帶她，跟牧人結下了恩怨，更展現出對廚藝驚人的學習天份。
  - 對廚藝並沒有極深的造詣，然而總能技驚四座。本身來自奉祀食神字馬三雁命的料理世家「蓮見流」，亦是家族的繼承人，可惜出於性格及與父親不合的原因下，放棄了成為繼承人的身份，把位置讓給弟弟優也之後便脫離家族，浪跡天涯。
  - 隸屬F組。在以「簡單」為題目的一場賽事中，敗給北海道代表「Ginger」的高桑悠希。目前成績是3戰2勝1負。

- 惠那惠
  - 廚神守護神No.3，有「由里柳」之稱。擅長日本料理及法國料理。蓄有一把秀長金髮，是一名廚藝非凡，說話不饒人的女性。平時為人冷漠，自視甚高，其實性格相當豪邁，不拘小節，亦很照顧一個人到大阪尋找牧人的結維。跟土門海兩父女頗為熟稔。
  - 真實身份是GIFC公司現任社長惠那銳司的女兒，亦是牧人同父異母的妹妹，但牧人仍不知道此事。
  - 隸屬H組，目前成績是勝3戰3勝0負。
  - 誕生日：8月29日 身高：163cm 三圍：B88/W58/H87 血型：A型

- 悴田一
  - 廚神守護神No.4，性格陰沉驕傲，是一名民族菜廚師，與牧人的廚術身份一致，對牧人的實力頗為在意。
  - 曾經侮辱過日本咖哩，而令椎名透的父親憤而自盡。是椎名透一直尋找的仇人。
  - 隸屬C組，目前成績是3戰3勝0負。

- 江上忠治
  - 廚神守護神No.5，擅長中華料理。非常好色，曾被惠那惠形容為「色情飛機頭」，是廚神守護神中一名年紀比較大的成員。喜歡誇張的排場，廚藝比拼時會想方法眩人耳目，以出人意表的舉動令對方迷惑，本身亦有相當精湛的廚藝及刀工。能操流利的北京話。
  - 隸屬D組。與新加坡代表「天星飯店」的孫麗君以「滋補」為題進行比賽，結果雙方不分勝負。目前成績是3戰2勝0負1和。

- 栫井誠
  - 廚神守護神No.6，擅長法國料理。小野里友之稱其為「與醫生沒有甚麼分別」的廚師。
  - 與廚神守護神No.9的中條小町組成隊伍，隸屬B組，目前成績是3戰3勝0負。

- 越智修明
  - 原廚神守護神No.7，是中華廚師，有「熊本之焰」、「紅蓮廚師」的稱號。出道時曾在江上忠治的食店工作，對烹飪非常執著，經常在灶前練習廚藝，而令雙手不知不覺間如木炭般被灼傷了無數的瘢痕。
  - 高圓寺牧人完成北海道的修行之旅後，回到GIFC的總部打算挑戰廚神守護神。越智修明挺身迎戰，在以「麵」為題目的決鬥中最終敗給牧人，被褫奪了守護神的身份，而被牧人取而代之。

- 小野里友之
  - 廚神守護神No.8，是一名意大利菜廚師。出道不久便隻身前往意大利修行，擁有非凡的實力，因而被冠以「東洋王子」的稱號。相貌英俊，深受女性歡迎，可惜本人性格輕佻浮躁，動輒大發脾氣，所以亦容易招人討厭。惠那惠曾形容他為「發難王子」。在廚神守護神中，跟江上忠治和栫井誠是好友。
  - 因為前度女友被法國廚師奪去芳心，因而極度憎恨法國菜。在廚神大戰中隸屬G組，與法國代表「Le grand fee」的榊圭吾對戰，在以「內臟」為題目的賽事中敗給對手。目前成績是3戰2勝1負。

- 中條小町
  - 廚神守護神No.9，擅長京都料理。女性，性格沉默寡言，與蓮見響也頗熟稔。
  - 與廚神守護神No.6的栫井城組成隊伍，隸屬B組，目前成績是3戰3勝0負。

- 宇賀神大
  - 廚神守護神No.10，是一名烏冬師傅。孔武有力，性格天真，不擅詞令，但相當善良。牧人經常主動與他攀談。
  - 隸屬E組，目前成績是2戰2勝0負。

### 廚神大戰參賽者

#### 海外參賽者
- 阿斯姆‧古瑪‧狄拜拉達
  - 來自咖哩發源地之一印度德里的海外嘉賓代表，當地著名酒店「Hotel Imperialy」的總廚，有「爐烤料理巨匠」、「北印度青年帝王」等稱號，實力無與倫比，是「廚神大戰」中奪冠的大熱門，亦揚言自己能擊倒任何對手。擅長爐烤料理，與蓮見響也一樣，自稱能聽到「神」的聲音。
  - 隸屬A組，曾憑著爐烤咖哩壓倒性擊敗牧人，目前成績是3戰3勝0負。

- 李盛隆
  - 來自中國四川「盛蘭園」的海外嘉賓代表，是相當知名的廚師，目前實力未知。

- 沙維度‧錫拉拿
  - 來自意大利的海外嘉賓代表，有「意大利貴公子」的稱號，目前實力未知。

- 普拉沙德‧比素
  - 來自南印度的海外嘉賓代表，有「南印度權威」的稱號，目前實力未知。

- 察信‧沙達班
  - 來自咖哩發源地之一泰國曼谷的海外嘉賓代表，是當地一所小飯堂「PLANDY」的總廚。出身於相當貧窮的泰國農村，家中有八個兄弟姊妹，他獨力到城市找工作維持生計，憑著努力及廚藝天份而成功建立「PLANDY」。對於能獲GIFC的邀請作為泰國代表而出賽，感到相當榮幸。可是在對「華屋敷」的賽事中，因為錯誤估計日籍評判所能承受辛辣的程度而敗北，然而亦已展示了驚人的實力。

- 孫麗君
  - 來自新加坡的海外嘉賓代表，是賴恩‧域多利亞的師父，悉心教導賴恩廚藝、太極拳及中華飲食禮儀等。34歲，口才、觀察力、處事能力均勝於一般男性，是一位性格純樸而相當具備自信的美人。不擅長日語，在日本只能以新加坡英語及北京語作溝通語言。
  - 隸屬D組，與「廚神守護神No.5」江上忠治以「滋補」為題決戰，結果不分勝敗，目前成績是3戰1勝1負1和。
  - 誕生日：2月13日 身高：165cm 三圍：B88/W62/H90 血型：O型

- 安那‧伊雲尼茲‧帝東尼
  - 來自馬來西亞柔佛州的海外嘉賓代表，是當地餐廳「Jontn Restaurant」的廚師。
  - 隸屬H組，於「廚神大戰」的首輪開幕戰敗給「廚神守護神No.3」惠那惠。

#### 日本地區參賽者
- 嘉手納朱理
  - 來自沖繩的九州‧沖繩代表隊伍琉球庵的當家，是嘉手納三姊妹中的長女，為人冷漠而正直。因為家中欠債經濟拮据而參賽，打算取得冠軍獎金以償債，可惜在廚神大戰中先後敗於牧人及黃花樓，無緣出線。一開始打算把牧人打傷以便晉級，後來知道此舉並不光明正大，於是決心不再使用卑鄙手段。頭髮顏色是紅色，個人興趣是三味線。
  - 誕生日：11月16日 身高：159cm 三圍：B84/W59/H88 血型：A型

- 嘉手納碧琉
  - 嘉手納三姊妹的次女。為人單純，精通琉球空手道，在首戰前曾偷襲牧人，不過並不成功，反而因為被看到了屁股而迫牧人迎娶自己。雖然婚約之事不了了之，但碧琉卻對牧人產生了好感。初期牧人為了擺脫她，曾敷衍說自己有制服癖，誰知卻令碧琉每次出現都努力地扮演不同的身份。至今已曾以女傭、警察、護士等造型登場。頭髮顏色是綠色。
  - 誕生日：8月30日 身高：158cm 三圍：B82/W57/H88 血型：O型

- 嘉手納紫音
  - 嘉手納三姊妹的三女。為人深謀遠慮，而且不擇手段。針對賽事中的對手黃花樓，向其主任廚師松部信之助使用美人計。最後琉球庵仍然敗出賽事，然而紫音卻對松部產生了微妙的好感。頭髮顏色是紫色。

## 出版書籍
| 集數 | 日文標題 | 中文標題                                           | 集英社         | 集英社                 | 東立出版社     | 東立出版社             |
| 集數 | 日文標題 | 中文標題                                           | 發售日期       | ISBN                   | 發售日期       | ISBN                   |
| ---- | -------- | -------------------------------------------------- | -------------- | ---------------------- | -------------- | ---------------------- |
| 1    |          | 我的天使與絞肉碗豆咖哩                             | 2001年7月19日  | ISBN 4-08-876181-2     | 2002年11月19日 | ISBN 986-11-0918-8     |
| 2    |          | 重新喚起的回憶與青木瓜咖哩之卷                     | 2001年10月19日 | ISBN 4-08-876218-5     | 2003年2月13日  | ISBN 986-11-1219-7     |
| 3    |          | 最險惡的男人與最高級的和風咖哩                     | 2002年1月18日  | ISBN 4-08-876256-8     | 2003年3月6日   | ISBN 986-11-1809-8     |
| 4    |          | 信念的證明與各自的啓程                             | 2002年4月19日  | ISBN 4-08-876282-7     | 2003年6月20日  | ISBN 986-11-1949-3     |
| 5    |          | 冬天的爭執與巴答密雞肉咖哩                         | 2002年7月19日  | ISBN 4-08-876318-1     | 2003年7月14日  | ISBN 986-11-2343-1     |
| 6    |          | 幸福的敗北與歐風牛肉咖哩                           | 2002年10月18日 | ISBN 4-08-876352-1     | 2003年9月2日   | ISBN 986-11-2984-7     |
| 7    |          | 越洋男子與海南雞飯                                 | 2003年1月17日  | ISBN 4-08-876389-0     | 2003年12月9日  | ISBN 986-11-3220-1     |
| 8    |          | 男子漢間的中式咖哩比拼之卷                         | 2003年5月19日  | ISBN 4-08-876444-7     | 2004年1月13日  | ISBN 986-11-3380-1     |
| 9    |          | 落淚的離別和約定的羊肉碗豆咖哩                     | 2003年7月18日  | ISBN 4-08-876475-7     | 2004年2月13日  | ISBN 986-11-3381-X     |
| 10   |          | 大阪之因緣際會和風味微妙之炸排咖哩                 | 2003年10月17日 | ISBN 4-08-876507-9     | 2004年7月31日  | ISBN 986-11-4021-2     |
| 11   |          | 激烈勝負的第一回合和素食主義者的咖哩               | 2004年1月19日  | ISBN 4-08-876552-4     | 2004年8月28日  | ISBN 986-11-4250-9     |
| 12   |          | 女人當道的第二回合戰和愛的可麗餅再度重現           | 2004年7月16日  | ISBN 4-08-876592-3     | 2005年2月19日  | ISBN 986-11-4479-X     |
| 13   |          | 相似的兩人和牛奶帕尼魯咖哩之卷                     | 2004年9月17日  | ISBN 4-08-876676-8     | 2005年3月28日  | ISBN 986-11-5660-7     |
| 14   |          | 因緣際會之準準決賽及天井棧敷的5人                  | 2004年11月19日 | ISBN 4-08-876707-1     | 2005年4月21日  | ISBN 986-11-5661-5     |
| 15   |          | 最初也是最後的兄弟對決與蛋咖哩勝負                 | 2005年1月19日  | ISBN 4-08-876737-3     | 2005年6月1日   | ISBN 986-11-6378-6     |
| 16   |          | 遲來的祕密武器和覺醒的傳說                         | 2005年4月19日  | ISBN 4-08-876784-5     | 2005年9月7日   | ISBN 986-11-6845-1     |
| 17   |          | 無法入眠的夜晚和札幌湯咖哩大賽                     | 2005年7月19日  | ISBN 4-08-876823-X     | 2005年12月22日 | ISBN 986-11-7340-4     |
| 18   |          | 命在旦夕的咖哩料理人與食之本質                     | 2005年11月18日 | ISBN 4-08-876878-7     | 2006年4月1日   | ISBN 986-11-8026-5     |
| 19   |          | 上昇的火焰與命運之光                               | 2006年1月19日  | ISBN 4-08-877027-7     | 2006年8月7日   | ISBN 986-11-8137-7     |
| 20   |          | 豪華絢爛的總決賽出場者與美食守護神No.7             | 2006年4月19日  | ISBN 4-08-877068-4     | 2006年8月15日  | ISBN 986-11-8424-4     |
| 21   |          | 不能輸的華屋敷和泰國苦熬成師的刺客                 | 2006年7月19日  | ISBN 4-08-877107-9     | 2007年1月5日   | ISBN 978-986-11-8817-1 |
| 22   |          | 最頂級的羊肉和向皇帝下的宣戰布告                   | 2006年10月19日 | ISBN 4-08-877155-9     | 2007年4月18日  | ISBN 978-986-11-9197-3 |
| 23   |          | 覺醒的牧人和全新的舞台                             | 2007年1月19日  | ISBN 978-4-08-877195-3 | 2007年5月15日  | ISBN 978-986-11-9540-7 |
| 24   |          | 兩根箭和被神選中的男人                             | 2007年4月19日  | ISBN 978-4-08-877246-2 | 2008年4月14日  | ISBN 978-986-11-9946-7 |
| 25   |          | 在風中飛舞的鴨子和無法理解的中華大人               | 2007年7月19日  | ISBN 978-4-08-877295-0 | 2008年4月28日  | ISBN 978-986-10-0321-4 |
| 26   |          | 懸崖邊緣的黃花樓和沖繩的美之花                     | 2007年10月19日 | ISBN 978-4-08-877338-4 | 2008年5月15日  | ISBN 978-986-10-0878-3 |
| 27   |          | 五里霧中的男人們和指引的女神                       | 2008年1月18日  | ISBN 978-4-08-877376-6 | 2008年7月1日   | ISBN 978-986-10-1317-6 |
| 28   |          | 絕頂優美的評審和獻給妳的LOVE咖哩                   | 2008年4月23日  | ISBN 978-4-08-877424-4 | 2008年9月11日  | ISBN 978-986-10-1729-7 |
| 29   |          | 華屋敷·其大阪洋食魂和終極麵粉物咖哩！              | 2008年7月18日  | ISBN 978-4-08-877473-2 | 2008年12月3日  | ISBN 978-986-10-2270-3 |
| 30   |          | 面具之謎和戰慄的美食守護神獵殺行動！               | 2008年10月17日 | ISBN 978-4-08-877526-5 | 2009年3月2日   | ISBN 978-986-10-2693-0 |
| 31   |          | 再會了－下不停的雨和淚的兩人－                     | 2009年1月19日  | ISBN 978-4-08-877583-8 | 2009年5月14日  | ISBN 978-986-10-3161-3 |
| 32   |          | 牧人&結維心跳加速♡的釣魚約會和+α的提示             | 2009年4月17日  | ISBN 978-4-08-877625-5 | 2009年9月10日  | ISBN 978-986-10-3580-2 |
| 33   |          | 特別舞台的特別結果和七瀨的決心                     | 2009年7月17日  | ISBN 978-4-08-877681-1 | 2009年10月22日 | ISBN 978-986-10-4091-2 |
| 34   |          | 想被香料精靈們深愛！芽瑠的心情和春天的融雪雪人咖哩 | 2009年10月19日 | ISBN 978-4-08-877735-1 | 2010年2月4日   | ISBN 978-986-10-4634-1 |
| 35   |          | 孤獨高傲的天才、其覺悟和只屬於我一人的戰場         | 2010年1月19日  | ISBN 978-4-08-877788-7 | 2010年7月12日  | ISBN 978-986-10-5175-8 |
| 36   |          | 結維親授!?咖哩和瘦身的美味關係                     | 2010年4月19日  | ISBN 978-4-08-877838-9 | 2010年8月13日  | ISBN 978-986-10-6087-3 |
| 37   |          | 全開放對戰!!全身料理和第3隻眼                      | 2010年7月16日  | ISBN 978-4-08-877896-9 | 2011年1月25日  | ISBN 978-986-10-6087-3 |
| 38   |          | 土門、長年的自律和超越各持已見的陳年往事           | 2010年10月19日 | ISBN 978-4-08-879040-4 | 2011年7月19日  | ISBN 978-986-10-6659-2 |
| 39   |          | 追求的咖哩型態和料理人的真正答案                   | 2011年1月19日  | ISBN 978-4-08-879089-3 | 2011年8月12日  | ISBN 978-986-10-7254-8 |
| 40   |          | 充滿危機!?賭上處女的尊嚴和貞操的最後手段!!         | 2011年4月19日  | ISBN 978-4-08-879132-6 | 2011年10月24日 | ISBN 978-986-10-7828-1 |
| 41   |          | 上陣出征！皇帝的光環和下定決心的男人的眼           | 2011年7月19日  | ISBN 978-4-08-879171-5 | 2012年11月22日 | ISBN 978-986-10-8401-5 |
| 42   |          | 精進塔哩對決揭曉!!決勝關鍵是飲食文化和咖哩的原點!! | 2011年10月19日 | ISBN 978-4-08-879211-8 | 2013年2月18日  | ISBN 978-986-10-9047-4 |
| 43   |          | 傳說模式解放和蓮見的真正能力                       | 2012年1月19日  | ISBN 978-4-08-879252-1 | 2013年3月20日  | ISBN 978-986-10-9338-3 |
| 44   |          | 勇敢說出-過世的父親和結維的心意                    | 2012年3月19日  | ISBN 978-4-08-879302-3 | 2013年5月14日  | ISBN 978-986-10-9722-0 |
| 45   |          | 重逢-彼此的平安和重要的羈絆再確認                  | 2012年4月19日  | ISBN 978-4-08-879327-6 | 2013年8月20日  | ISBN 978-986-10-9996-5 |
| 46   |          | 現在是亡父的心願和心意都相通的雨過天晴             | 2012年7月19日  | ISBN 978-4-08-879379-5 | 2013年9月23日  | ISBN 978-986-317-509-4 |
| 47   |          | 美食大賽總決賽和最後的一戰…！                      | 2012年10月19日 | ISBN 978-4-08-879434-1 | 2013年12月12日 | ISBN 978-986-317-509-4 |
| 48   |          | 劉庵的真實和為了當人所面臨的試煉                   | 2012年10月19日 | ISBN 978-4-08-879435-8 | 2014年1月22日  | ISBN 978-986-324-487-5 |
| 49   |          | 牧人和結維的「華麗的餐桌」                         | 2013年1月18日  | ISBN 978-4-08-879499-0 | 2014年6月23日  | ISBN 978-986-324-839-2 |

## 創作
《華麗咖喱食桌》原型是船津一輝過去在《週刊YOUNG JUMP》短期連載的《黃金食桌》，《黃金食桌》是船津一輝出道之後第五篇漫畫，也是船津一輝第一部連載漫畫。

## 外部連結
- 華麗咖哩食桌（集英社公式網頁） （页面存档备份，存于）